# 3713 Pieters
3713 Pieters (1985 FA2) là một tiểu hành tinh vành đai chính được phát hiện ngày 22 tháng 3 năm 1985 bởi E. Bowell ở Flagstaff (AM). Nó được đặt theo tên của nhà khoa học hành tinh Carle M. Pieters.